# Andreas Hansen
Andreas Martin Hansen, även känd som Andr. M. Hansen, född 19 oktober 1857 i Nærbø på Jæren, död 31 mars 1932 i Oslo, var en norsk geolog och etnograf.
Hansen blev student 1875 och filosofie doktor 1891. Han var 1884–1898 amanuens vid universitetsbiblioteket i Kristiania, men lämnade denna tjänst för att ägna sig åt privatforskning. Inom geologin var Norges kvartärgeologi hans specialämne. I sin doktorsavhandling Strandlinjestudier (1890) visade han genom talrika mätningar att spåren efter de gamla havsnivåerna tilltog regelbundet från kusten in mot landets centrala delar. Han hade kommit till denna slutsats oberoende av Gerard De Geer, som publicerade ett arbete om samma ämne något tidigare. En rad iakttagelser över strandlinjer längs stora, nu försvunna färskvattensjöar i norra Gudbrandsdalen och Østerdalen hade publicerats i en tidigare avhandling Om seter (1885). Han ansåg att de stora sjöarna vid istidens slut uppdämmats av en stor glaciärrest. Åren 1897–1899 publicerade han ett omfattande arbete Menneskeslægtens Ælde, som ger en för en bredare läsekrets avsedd översikt över den geologiska, antropologiska och arkeologiska forskningen i ämnet.
Hans mest uppmärksammade bok är Landnåm i Norge (1904), en översikt över, hur Norge blev befolkat av två raser, en icke-arisk kortskallig ras, som i klassisk och medeltida litteratur omtalas som "finnar", och en långskallig arisk ras. Idéerna från "Landnåm" vidareutvecklade han i det 1907 utkomna arbetet Oldtidens Nordmænd. Ophav og Bosætning. Av arkeologiska specialarbeten med anknytning till dessa studier publicerade han De ældste husformer i Norge (Det Norske geografiske selskab 1906) och Om Helleristningerne (Fortidsmindesmerker foreningens aarsberetning 1908), vilka han sätter i samband med Dipylonkulturen i Grekland. Av hans senare arbeten kan nämnas Fra Istiderne. Vestraet (1910), Fra Istiderne. Sørlandet (1913), To Grundraser i det danske Folk (Nyt magazin for naturvidenskaberne 1915) och Bre og biota (1929).
I en mängd artiklar i tidningar och tidskrifter, främst i "Samtiden", behandlade han en rad olika ämnen, huvudsakligen inom kvartärgeologi, arkeologi, antropologi, folkpsykologi (ofta omtalad är hans karakteristik av de två kort- och långskalliga rastyperna, som han ansåg kunna urskiljas i den norska befolkningen). Han författade även några militärvetenskapliga arbeten.